# Maslianico
Maslianico – miejscowość i gmina we Włoszech, w regionie Lombardia, w prowincji Como.
Według danych na rok 2004 gminę zamieszkiwało 3447 osób, 3447 os./km².